# テレシンコ
ヘステビション・テレシンコ S.A.（Gestevisión Telecinco）はスペインの民間テレビ局。イタリアのメディア企業メディアセット傘下。チャンネルは5。

## 概要
テレシンコはTVE、アンテナ3と並ぶスペインを代表する民間テレビ放送局である。1990年3月に開局。イタリアのメディア王であるシルヴィオ・ベルルスコーニが率いるメディアセットの傘下として開局した。

## 主な番組
- Informativos Telecinco（ニュース番組）
- CSI:科学捜査班
- ホスピタル・セントラル
- ミス・エスパーニャ
- グラン・エルマーノ（Gran Hermano）